# Pietro Solari

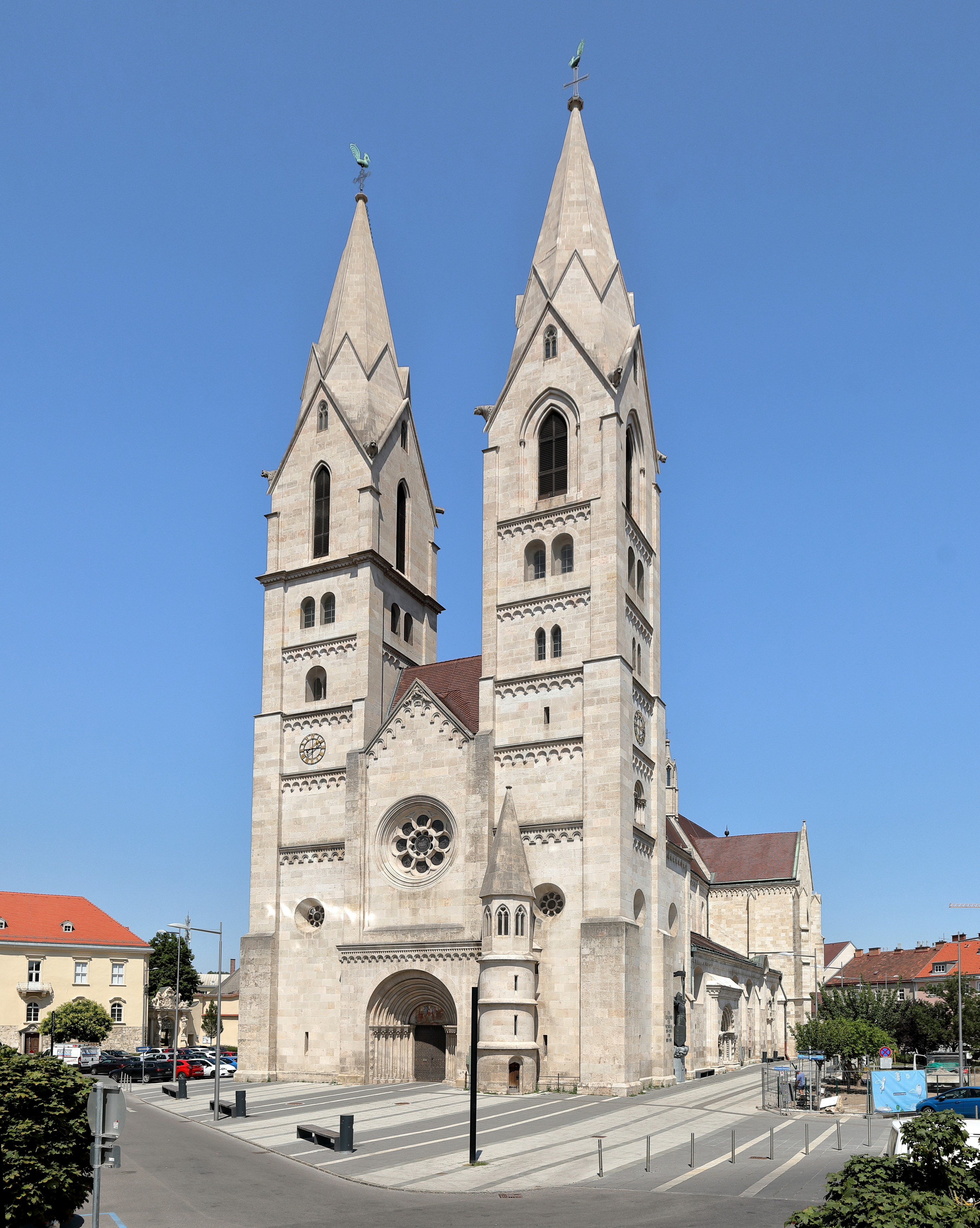
Dom von Wiener Neustadt

Pietro Solari (* um 1530 in Verna bei Lanzo d’Intelvi (Italien); † 1592 oder davor, in Kaisersteinbruch) war ein italienischer Bildhauer und Steinmetzmeister, Bruder von Antonius Solari.
Es ist nicht möglich, alle die Künstler mit Namen Solari genealogisch zu reihen und zusammenzusetzen.

## Leben und Wirken

### Umfeld
Die im 16. Jahrhundert mit der Türkengefahr einsetzende, zunächst auf Fortifikationsbau (Befestigungsbau) beschränkte, dann auch auf künstlerische Bereiche ausgedehnte Baukonjunktur, ließ die Baumeister, Bildhauer und Steinmetzen Ausschau nach geeigneten Materialien halten.

#### Neuer Steinbruch am Leithaberg, 1551
Mit Erlaubnis des Abtes Konrad Schmid vom Stift Heiligenkreuz, oder der Niederösterreichischen Herren für den Landesfürsten, eröffneten sie im Jahre 1551 einen neuen Steinbruch am Leithaberg, der seit dem hier befindlichen römischen Castrum im Bewusstsein der Fachleute verankert war. Unter den frühesten, in Kaisersteinbruch arbeitenden Italiener finden sich Mitte des 16. Jahrhunderts Antonius und Pietro Solari, Antonius Gardesoni, Antonius Pozzo, Bartholomäus Pethan, Elias- und Alexius Payos, Pietro Maino Maderno. Ihre Namen sind vor allem durch die kaiserlichen Bauten dokumentiert.

### Schweizerhofbrunnen
Solari arbeitete davor in Wiener Neustadt, war beim Amtshausbau beteiligt, eine der Hauptladen des Steinmetz- und Maurerhandwerkes neben der Residenzstadt Wien, zu der auch die Steinmetzen des Steinbruchs „nahe bei Wilfleinsdorf, oder bei Winden“ (so die damalige Bezeichnung) zuständig waren. Dieser, nahe bei Wien wiederentdeckte weiße, sehr harte Kalkstein wurde für das Becken eines Röhrbrunnens im innersten Kern der Wiener Hofburg, dem Schweizerhofbrunnen, ausgewählt. In der gesamten Literatur wird dieser Brunnen dem Architekten und Maler Pietro Ferrabosco zugeordnet, dieser kann nur die Planzeichnung verfasst haben. In Stein gehauen hat ihn der in diesen Jahren einzige bekannte Bildhauer im Steinbruch, Pietro Solari.

### Stallburg der Wiener Hofburg
Im Auftrag von Kaiser Ferdinand I. wurde der Renaissancepalast um den quadratischen Arkadenhof von 1558 bis 1562 in Hofstallungen umgebaut, unter der Leitung Hans Saphoy, Dombaumeister zu St. Stephan, mit den Brüdern Antonius und Pietro Solari und Antonius Gardesoni.

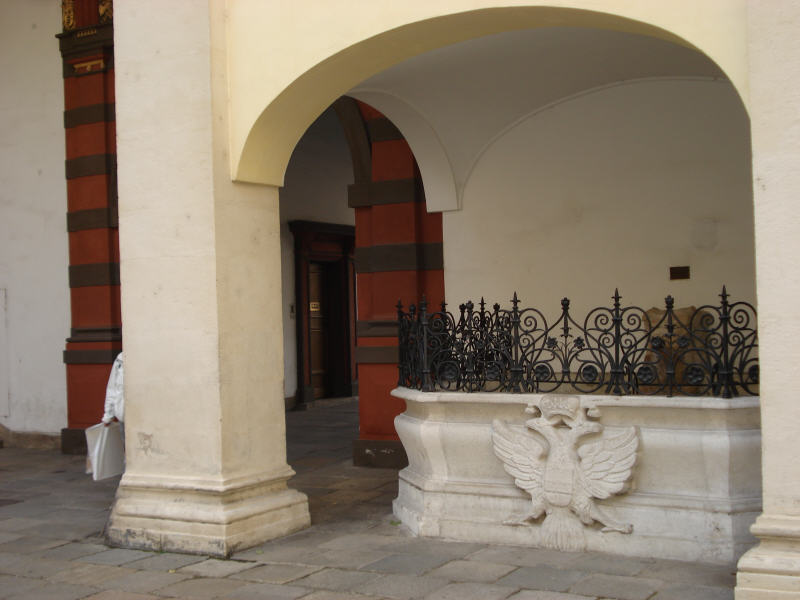
Schweizerhofbrunnen 1552
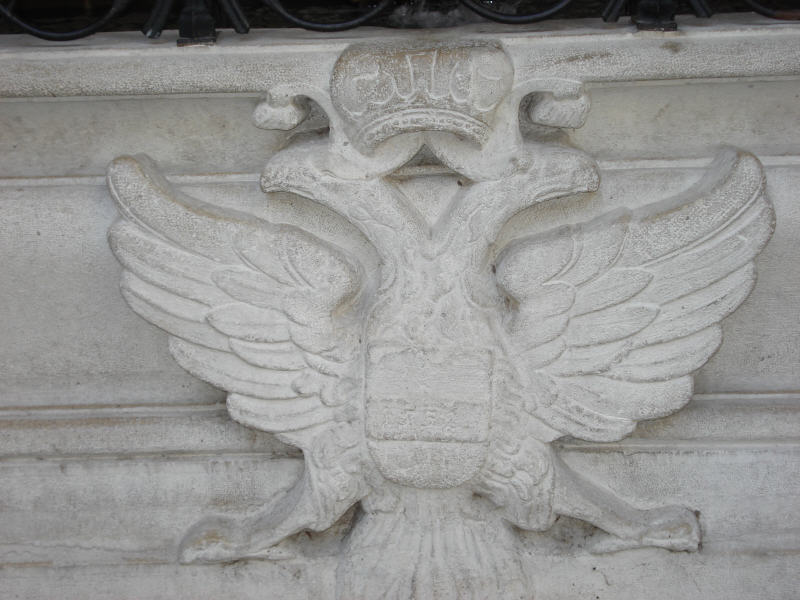
Wappenadler von Kaiser Karl V.
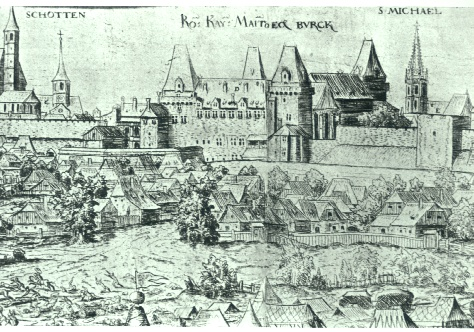
Die Wiener Hofburg 1558
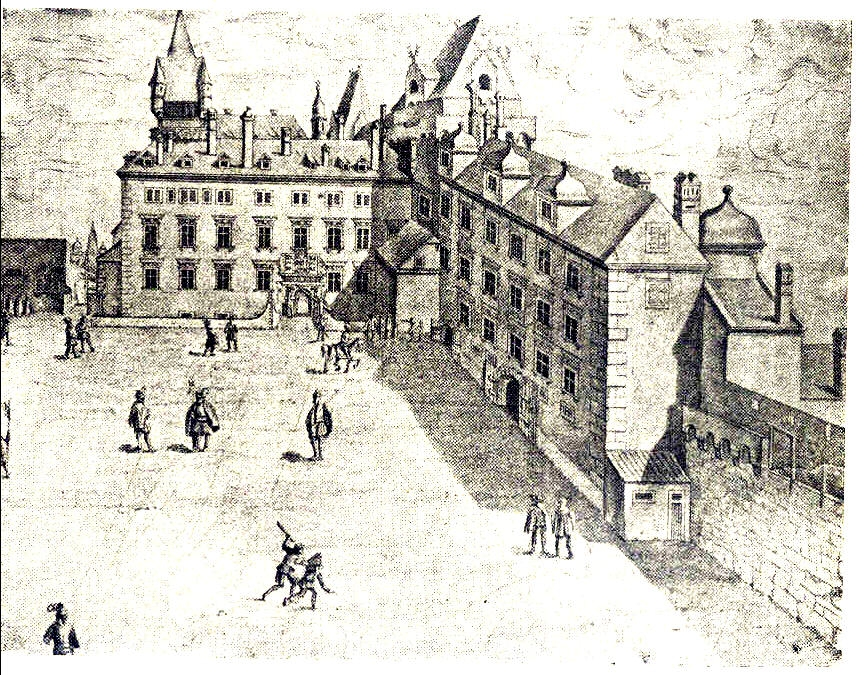
Hofburg mit Schweizertor, Mitte 16. Jahrhundert
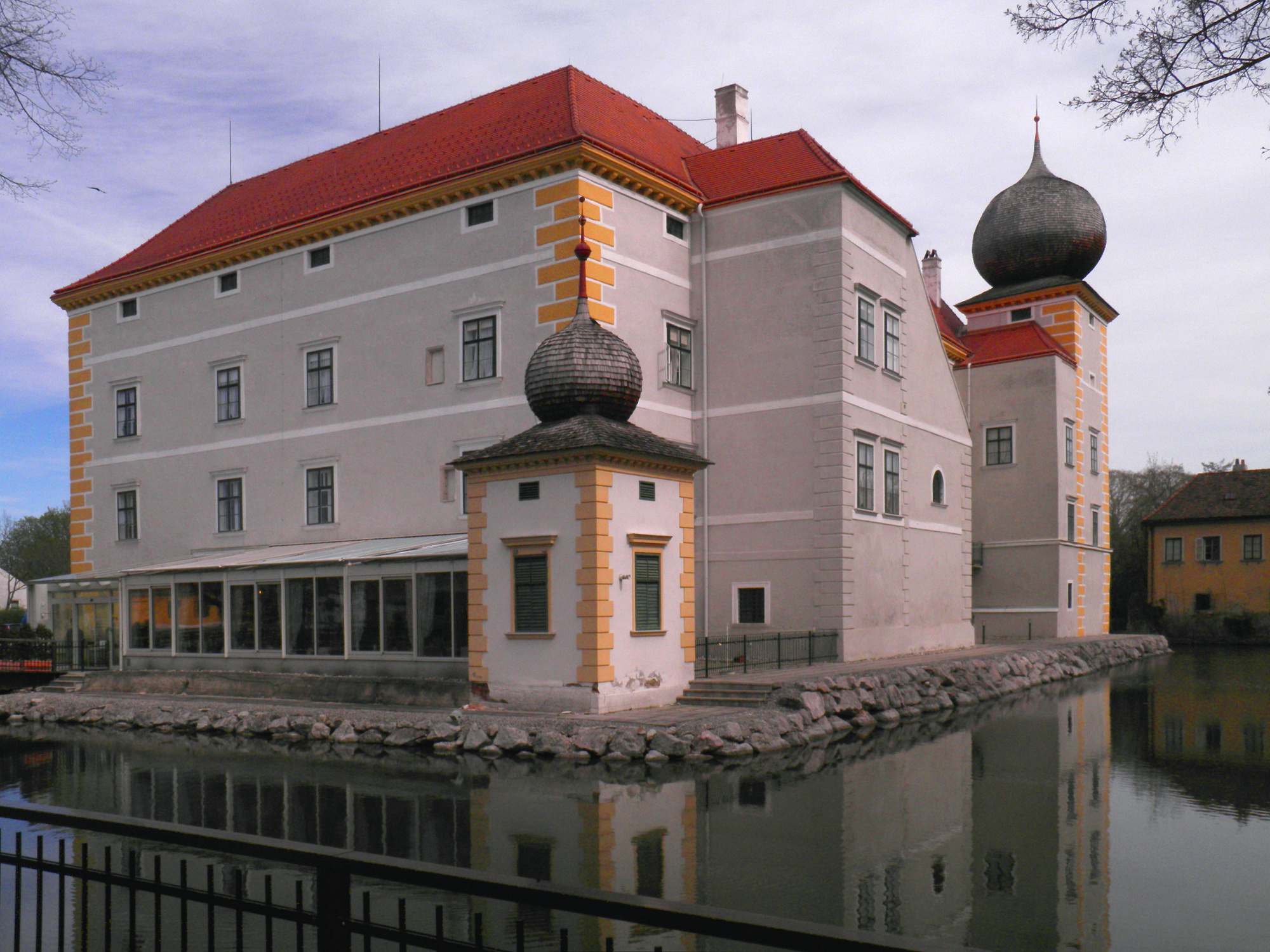
Wasserschloss Kottingbrunn

### Heirat mit Elisabeth Wollerin
1563/1583 sind Arbeiten in Wiener Neustadt dokumentiert.
Pietro Solari heiratete Elisabeth, Tochter von Maurermeister Anton Woller. Der Maurer Anton Woller, von Trient gebürtig, arbeitete ab 1543 in Wiener Neustadt, erhielt 1550 das Bürgerrecht, wurde 1564 als Stadtmeister bezeichnet. Das bedeutet, dass er die Bauten der Stadt führte. Sein Sohn, der Steinmetz Jacob Woller, kaufte in Kaisersteinbruch ein Haus mit Garten.

### Schloss Kottingbrunn
Im 16. Jahrhundert ließ Gandolf von Kienburg als Besitzer von Schloss Kottingbrunn eine neue Hauptfassade errichten. Im Renaissancestil erfolgte eine strenge Vereinheitlichung der mittelalterlichen Bausubstanz. Bei diesen Arbeiten ist Peter Solari dokumentiert.

### Genehmigung zu neuem Steinbruch, 1584

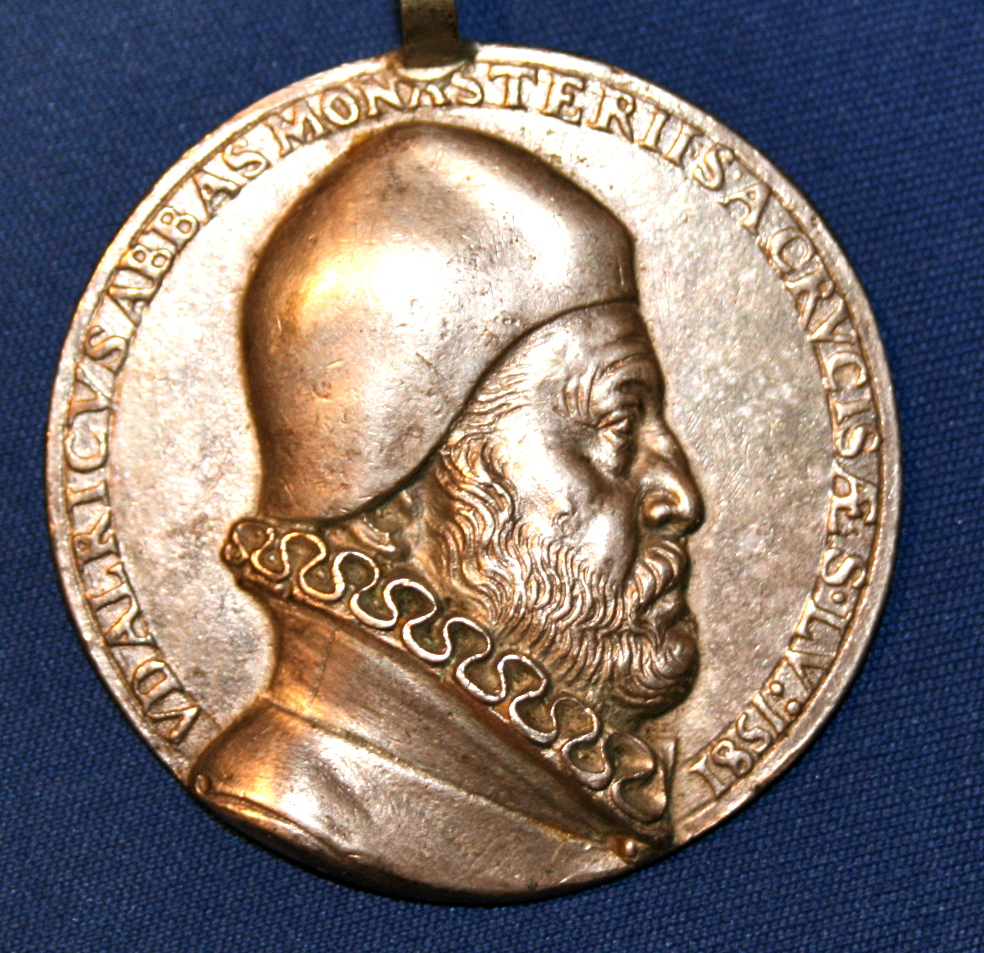
Abt Ulrich Müller (Molitor)

Abt Ulrich Molitor vom Stift Heiligenkreuz protokollierte am 6. Dezember 1584 .. dass wir auf Fürbitte ehrlicher Leute, auch emsiges Ansuchen des ehrbaren Antonius Solari, Steinmetz und Bildhauer zugelassen und bewilliget haben, dass er am Leithaberg auf des Gottshaus Heiligenkreuz Grund und Boden einen neuen Steinbruch suchen und darinnen arbeiten soll und mag, doch die hievorigen Steinmetzen, so die Steinbrüche vom Gottshaus in Bestand hatten, unbeirrt und ruhig bei den ihrigen verbleiben können. Von solchem Steinbruch soll er, Antonius Solari, den Zins und das Bestandsgeld, uns vom Gottshaus zu reichen schuldig und verbunden sein.

### Antonius Solari †1586
Bruder Pietro  schrieb am 7. Jänner 1587: Ich, Meister Peter Solar, Bildhauer, bekenne hiermit, nachdem Meister Hans Baptista Schio, Steinmetz am Leithaberg, selbiger meinem Bruder Antonius Solar an der Besoldung 212 Gulden Eidtlohn schuldig verblieben. Weil aber mein Bruder mit Tod abgangen und solche 212 Gulden mir erblich zufallen.

#### Konkurs
Der Hans Schio selbiges zur fälligen Bezahlung aller und jeder Gläubiger .. die Sache auf eine Crida gediehen .. so, dass mehrers nit als 5 Schilling ein Pfennig auf den Gulden gefallen und als für die 212 Gulden in barem Geld mir zugemessen ist worden 133 Gulden.
1592 hielt sich der italienische Steinmetzmeister Rochus Pollaci in Wiener Neustadt als Kurator des Vermögens von Pietro Solari auf, dieser war verstorben.